# بخش دی
بخش دی (به فرانسوی: Arrondissement de Die) یک بخش در فرانسه است که در دروم واقع شده‌است.